# Sakae Takahashi
Sakae Takahashi, és un exfutbolista japonès.

## Selecció japonesa
Sakae Takahashi va disputar 1 partits amb la selecció japonesa.